# 特雷徹·柯林斯症候群
特雷徹·柯林斯症候群（Treacher Collins syndrome，TCS）是一種先天性臉頰骨及下頷骨發育不全疾病，又稱為下頷骨顏面發育不全症，它也是第一腮弓症候群的其中一種病症。這是一种遗传性疾病，特征是耳朵、眼睛、颧骨和下巴畸形。然而，個別受影响的程度不一，轻微到严重皆有可能。并发症包括可能發生呼吸问题、视力问题、腭裂和听力丧失。通常患者的智力與平均相近，不受影響。
特雷徹·柯林斯症候群通常为常體染色体顯性遗传。有過半的患者是源自新的突变发生，而不是由父母遗传而来。受影響的基因可能包括TCOF1、 POLR1C或POLR1D 。诊断通常是根据症状和X 光，高度疑似個案，可以基因检测确认。
特雷徹·柯林斯症候群无法治愈。但可透过重建手术、助听器、言語治療和其他辅助设备控制症状。预期寿命一般正常。盛行率約為每 5 万人中 1 人。英格兰外科医生兼眼科医生愛德華·特雷徹·柯林斯于1900年首次描述此病症的重要特征，因此以他的名字命名 。